# Stazione di Hemi
La stazione di Hemi (逸見駅) è una stazione ferroviaria giapponese di Yokosuka, città della prefettura di Kanagawa. È servita dalla linea principale delle Ferrovie Keikyū.

## Linee
- Linea Keikyū principale

## Storia
- 1 aprile 1930 - aperta.
- 1 novembre 1941 - è diventata stazione ferroviaria elettrificata.
- 1 maggio 1942 - la stazione ebbe un Tokyo Express.
- 1 giugno 1948 - la stazione è diventata Keihin Electric Express.

## Struttura
La stazione è costituita da due marciapiedi laterali che possono accogliere treni fino a 6 carrozze.
C'è una linea ferroviaria solo per il treno che passa tra ogni casa.
| 1 | ●Linea Keikyū principale | per Yokosuka-Chūō, Uraga e Misaki-Sanguchi                    |
| 2 | ●Linea Keikyū principale | per Yokohama, per Haneda Aeroporto, Shinagawa e linea Asakusa |

## Stazioni adiacenti
| «                                             | Servizio                | »                       |
| Linea Keikyū principale                       | Linea Keikyū principale | Linea Keikyū principale |
| --------------------------------------------- | ----------------------- | ----------------------- |
| Anjinzuka                                     | Locale                  | Shioiri                 |
| Transito                                      |                         |                         |
| Esp. Lim. Rapido verde Esp. Lim. Rapido viola | Transito                |                         |
| Keikyū Wing                                   | Transito                |                         |